# Red City Radio
Red City Radio ist eine US-amerikanische Punkrock-Band aus Oklahoma City.

## Bandgeschichte
Red City Radio wurde 2007 von Garrett Dale (Gesang, Gitarre), Ryan Donovan (Gitarre), Jonathan Knight (Bass)
und Dallas Tidwell (Schlagzeug) gegründet. Erste Veröffentlichung wurde die EP To the Sons & Daughters of Woody Guthrie (2012 wiederveröffentlicht). Es folgten zwei Split-EPs, eine mit The Great St. Louis und eine mit The Gamits. 2011 erschien das Debütalbum The Dangers of Standing Still über die Plattenfirma Gunner Records.
Am 21. Oktober 2013 erschien das zweite Album Titles, das von Stephen Egerton (Descendents und ALL) produziert wurde.

## Stil
Red City Radio spielt melodischen Punk-Rock mit einer tiefen, rauen Stimme, wie sie auch Chuck Ragan oder Chris Wollard (beide Hot Water Music) haben. Musikalisch liegt die Band zwischen Hot Water Music, Gaslight Anthem und Lifetime. Waren die frühen Veröffentlichungen noch prototypischer Punkrock US-amerikanischer Prägung, sind seit dem Album Titles auch rockigere Einflüsse erkennbar, beispielsweise die im Punk-Rock eher unüblichen Soli. Die Texte sind überwiegend persönlicher Natur und schildern das subjektive Empfinden in verschiedenen Situationen.

## Diskografie
Alben
- 2011: The Dangers of Standing Still (Paper + Plastick / Gunner Records)
- 2013: Titles (Gunner Records)
- 2015: Red City Radio (Gunner Records)
- 2020: Paradise (Pure Noise Records)

(Split-)EPs
- 2009: To the Sons & Daughters of Woody Guthrie (Loose Charm Records)
- 2010: Split-EP mit The Great St. Louis (All in Vinyl)
- 2011: Split-EP mit The Gamits (Paper + Plastick)
- 2018: Skytigers (Red Scare Industries)